# Norbert Dürpisch
Norbert Dürpisch (ur. 29 maja 1952 w Genthin) – niemiecki kolarz torowy reprezentujący NRD, czterokrotny złoty medalista mistrzostw świata.

## Kariera
Pierwszy sukces w karierze Norbert Dürpisch odniósł w 1975 roku, kiedy wspólnie z Thomasem Huschke, Uwe Unterwalderem i Klausem-Jürgenem Grünke zdobył brązowy medal w drużynowym wyścigu na dochodzenie podczas mistrzostw świata w Liège. Rok później wystąpił na igrzyskach olimpijskich w Montrealu, gdzie reprezentanci NRD z Dürpischem w składzie zajęli czwartą pozycję, przegrywając walkę o brąz z Brytyjczykami. Największe sukcesy Norbert osiągnął w 1977 roku, kiedy na mistrzostwach świata w San Cristóbal zdobył dwa złote medale. W zawodach drużynowych partnerowali mu Volker Winkler, Gerald Mortag i Matthias Wiegand. Zwyciężył także w rywalizacji indywidualnej amatorów, bezpośrednio wyprzedzając Unterwaldera oraz Szwajcara Daniela Gisigera. Ostatni medal zdobył na rozgrywanych w 1978 roku mistrzostwach świata w Monachium, gdzie indywidualnie zdobył srebrny medal, przegrywając tylko z innym reprezentantem NRD – Detlefem Machą. Pierwotnie zajął 2. miejsce w wyścigu indywidualnym na dochodzenie na mistrzostwach świata w 1979 w Amsterdamie, lecz został zdyskwalifikowany za stosowanie dopingu (sterydówe anabolicznych). Ponadto wielokrotnie zdobywał medale torowych mistrzostw kraju, w tym pięć złotych.